# Ambassade d'Iran en France
L'ambassade d'Iran en France est la représentation diplomatique de la république islamique d'Iran auprès de la République française. Elle est située 4 avenue d'Iéna, dans le 16e arrondissement de Paris, la capitale du pays.

## Bâtiment

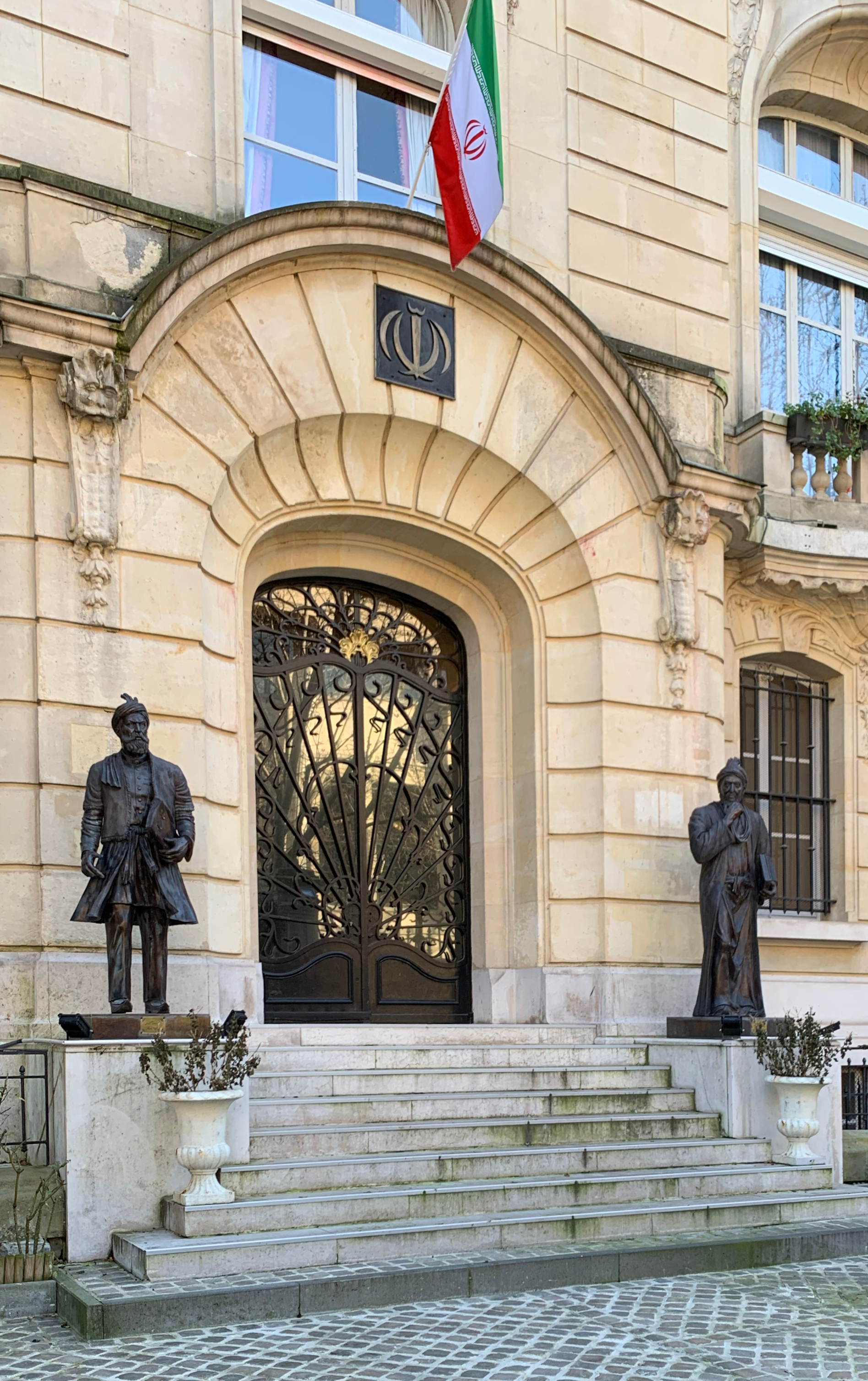
Entrée.

La légation, puis l'ambassade, ont d'abord[Quand ?] été domiciliées au 5 rue Fortuny, dans le 17e arrondissement, dans un hôtel particulier qui appartient à l'État iranien depuis près de 150 ans et qui fut la résidence des rois de la dynastie Qajar avant de devenir la résidence de l'ambassadeur.
Dans les années 1900, la légation de Perse est installée 64 avenue de Malakoff, tandis que sa chancellerie est située 9 rue de Sontay (16e arrondissement) et le consulat général 14 rue de Londres (9e arrondissement).
L'actuel bâtiment de l'ambassade est l'hôtel Sanchez de Larragoiti, un hôtel particulier de la fin du XIXe siècle dessiné par Xavier Schoellkopf et construit en 1899 (en l'espace d'une seule année) à la suite de la commande d'une princesse portugaise. Ce bâtiment fut successivement occupé par l'ambassade des États-Unis puis par la Banque mondiale, jusqu'à ce que dans les années 1960, le shah d'Iran demande à l'ambassadeur Hassan Pakravan de l'acheter et d'en faire l'ambassade d'Iran.
L'intérieur du bâtiment a été totalement rénové en 2003-2004 (sous l'ambassadeur Kharazi).

## Ambassadeurs d'Iran en France

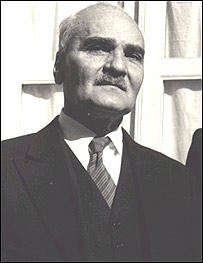
Hassan Taghizadeh a été ambassadeur d'Iran en France entre 1933 et 1935.

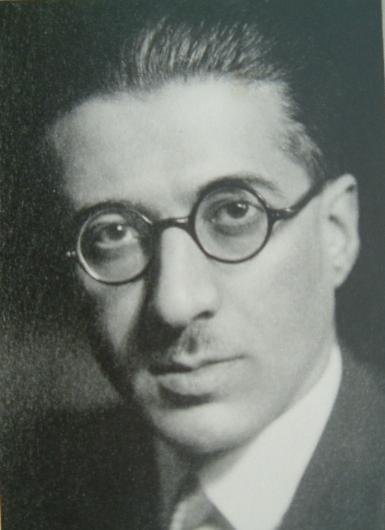
a été ambassadeur d'Iran en France entre 1935 et 1936.

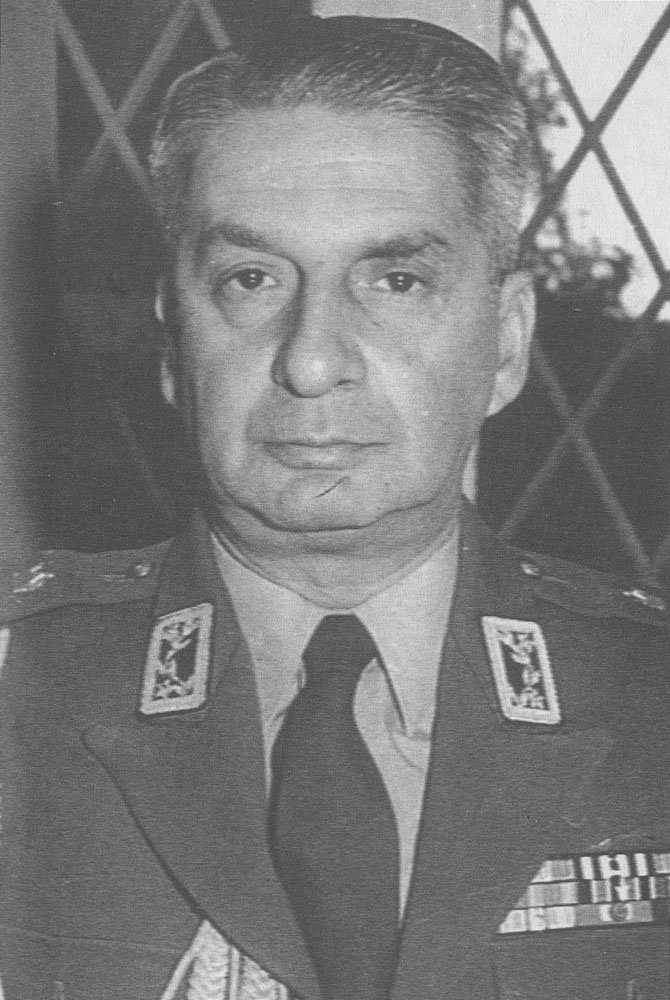
Hassan Pakravan a été ambassadeur d'Iran en France entre 1969 et 1973.

Faits notables dans l'histoire des ambassadeurs iraniens en France :
- Ali Ahani fut nommé 3 fois de suite ambassadeur à Paris (en 1988 sous la présidence de François Mitterrand, en 2006 sous la présidence de Jacques Chirac puis de Nicolas Sarkozy, et enfin en 2012 sous la présidence de François Hollande). Il était connu à Paris comme étant le « pompier des relations bilatérales » car il était nommé ambassadeur à Paris à chaque fois que des tensions importantes apparaissaient dans les relations politiques bilatérales.
- En 2017, Abolghassem Delfi a eu la mission la plus courte en tant qu'ambassadeur (seulement 6 mois entre la remise de ses lettres de créance et la fin de sa mission diplomatique).

| Date de nomination                                                               | Date de nomination                                                  | Date de remise des lettres de créance                               | Date de remise des lettres de créance                               | Ambassadeur                                                         |
| En qualité d'envoyés extraordinaires et ministres plénipotentiaires              | En qualité d'envoyés extraordinaires et ministres plénipotentiaires | En qualité d'envoyés extraordinaires et ministres plénipotentiaires | En qualité d'envoyés extraordinaires et ministres plénipotentiaires | En qualité d'envoyés extraordinaires et ministres plénipotentiaires |
| -------------------------------------------------------------------------------- | ------------------------------------------------------------------- | ------------------------------------------------------------------- | ------------------------------------------------------------------- | ------------------------------------------------------------------- |
| ?                                                                                |                                                                     | 1869                                                                |                                                                     | Nazare Aga                                                          |
| ?                                                                                |                                                                     | 16 juillet 1896                                                     | [ JORF 1 ]                                                          | Nazare Aga (renouvellement)                                         |
| ?                                                                                |                                                                     | 18 avril 1905                                                       | [ JORF 2 ]                                                          | Samad Khan Momtaz os-Saltaneh (عبدالصمد خان ممتازالسلطنه)           |
| ?                                                                                |                                                                     | 18 octobre 1927                                                     | [ JORF 3 ]                                                          | Hossein Ala' (حسین علاء)                                            |
| ?                                                                                |                                                                     | 17 janvier 1934                                                     | [ JORF 4 ]                                                          | Hassan Taghizadeh (حسن تقی‌زاده)                                     |
| ?                                                                                |                                                                     | 6 juin 1935                                                         | [ JORF 5 ]                                                          | Abolghassem Nadjm (fa) (ابوالقاسم نجم)                              |
| ?                                                                                |                                                                     | 20 mai 1936                                                         | [ JORF 6 ]                                                          | Abolghassem Frouhar (ابوالقاسم فروهر)                               |
| ?                                                                                |                                                                     | 31 août 1938                                                        | [ JORF 7 ]                                                          | Anochiravan Sepahbodi (انوشیروان سپهبدی)                            |
| ?                                                                                |                                                                     | 21 octobre 1944                                                     | [ JORF 8 ]                                                          | Zein Al-Abedine Rahnema (fa) (زین‌العابدین رهنما)                    |
| En qualité d'ambassadeurs extraordinaires et plénipotentiaires                   |                                                                     |                                                                     |                                                                     |                                                                     |
| ?                                                                                |                                                                     | 29 octobre 1946                                                     | [ JORF 9 ]                                                          | Anochiravan Sepahbodi (انوشیروان سپهبدی)                            |
| ?                                                                                |                                                                     | 16 juillet 1948                                                     | [ JORF 10 ]                                                         | Ali Soheili (علی سهیلی)                                             |
| ?                                                                                |                                                                     | 26 septembre 1950                                                   | [ JORF 11 ]                                                         | Abol-Hassan Abtehadj (fa) (ابوالحسن ابتهاج)                         |
| ?                                                                                |                                                                     | 10 novembre 1953                                                    | [ JORF 12 ]                                                         | Mohsen Raïs (fa) (محسن رئیس)                                        |
| ?                                                                                |                                                                     | 30 janvier 1958                                                     | [ JORF 13 ]                                                         | Nasrollah Entezam (نصرالله انتظام)                                  |
| ?                                                                                |                                                                     | 30 août 1962                                                        | [ JORF 14 ]                                                         | Mohsen Raïs (fa) (محسن رئیس)                                        |
| ?                                                                                |                                                                     | 20 avril 1963                                                       | [ JORF 15 ]                                                         | Amir Khosrov Afshar (fa) (امیرخسرو افشار قاسملو)                    |
| ?                                                                                |                                                                     | 9 octobre 1965                                                      | [ JORF 16 ]                                                         | Massoud Djahanbani (مسعود جهانبانی)                                 |
| ?                                                                                |                                                                     | 16 octobre 1969                                                     | [ JORF 17 ]                                                         | Hassan Pakravan (حسن پاکروان)                                       |
| ?                                                                                |                                                                     | 12 octobre 1973                                                     | [ JORF 18 ]                                                         | Amir Chilaty Fard (امیر شیلانی‌فرد)                                  |
| ?                                                                                |                                                                     | 16 mars 1978                                                        | [ JORF 19 ]                                                         | Shapour Bahrami (شاپور بهرامی)                                      |
| ?                                                                                |                                                                     | 14 juin 1979                                                        | [ JORF 20 ]                                                         | Chamseddine Amiralai                                                |
| ?                                                                                |                                                                     | 1980                                                                |                                                                     | ?                                                                   |
| ?                                                                                |                                                                     | 13 juillet 1988                                                     | [ JORF 21 ]                                                         | Ali Ahani (علی آهنی)                                                |
| ?                                                                                |                                                                     | 21 décembre 1993                                                    | [ JORF 22 ]                                                         | Hamid Réza Assefi (fa) (حمیدرضا آصفی)                               |
| ?                                                                                |                                                                     | 26 octobre 1998                                                     | [ JORF 23 ]                                                         | Ali Réza Moayeri (علیرضا معیری)                                     |
| ?                                                                                |                                                                     | 12 novembre 2002                                                    | [ JORF 24 ]                                                         | Seyed Mohammad Sadegh Kharazi (fa) (سید محمدصادق خرازی)             |
| ?                                                                                |                                                                     | 18 juillet 2006                                                     | [ JORF 25 ]                                                         | Ali Ahani (علی آهنی)                                                |
| ?                                                                                |                                                                     | 26 janvier 2009                                                     | [ JORF 26 ]                                                         | Seyed Mehdi Miraboutalebi (سید مهدی میرابوطالبی)                    |
| ?                                                                                |                                                                     | 11 juillet 2012                                                     | [ JORF 27 ]                                                         | Ali Ahani (علی آهنی)                                                |
| ?                                                                                |                                                                     | 18 décembre 2017                                                    | [ JORF 28 ]                                                         | Abolghassem Delfi                                                   |
| ?                                                                                |                                                                     | 10 décembre 2019                                                    | [ JORF 29 ]                                                         | Bahram Ghassemi                                                     |
| En qualité de « chargé d'affaires a.i. de l'ambassade »                          |                                                                     |                                                                     |                                                                     |                                                                     |
| 6 mars 2022                                                                      |                                                                     |                                                                     |                                                                     | Seyed Hossein Samimifar                                             |
| En qualité de « En qualité d'ambassadeurs extraordinaires et plénipotentiaires » |                                                                     |                                                                     |                                                                     |                                                                     |
| 18 mars 2024                                                                     |                                                                     | 17 septembre 2024                                                   | [ JORF 30 ]                                                         | Mohammad Amin-Nejad                                                 |

## Consulats

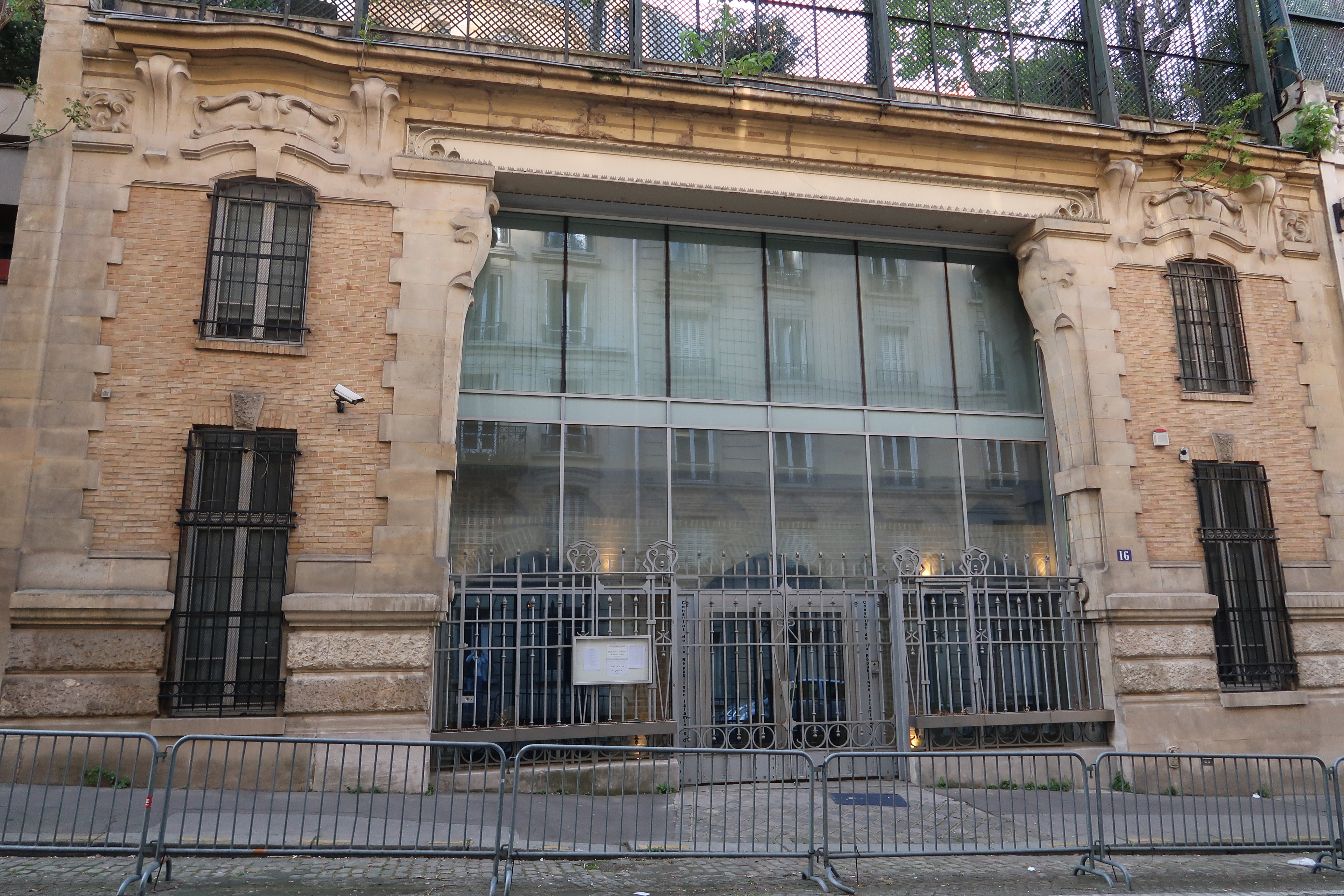
Consulat général d'Iran à Paris (16, rue Fresnel).

L'ambassade comporte une section consulaire dont l'entrée est située à l'arrière du bâtiment, au 16 rue Fresnel.

## Histoire
- Le 4 juillet 1980, l'ambassade est occupée par un groupe d'étudiants iraniens, qui retiennent en otage l'ambassadeur Amiralai et plusieurs fonctionnaires[8].
- Le 23 novembre 1981, un jeune Iranien est blessé d'une balle tirée par un employé du consulat iranien[9].
- En 1987, l'affaire Gordji implique un employé de l'ambassade iranienne.
- Depuis 2012, l'ambassadeur d'Iran à Paris est également ambassadeur accrédité auprès de la principauté de Monaco.
- Le Centre culturel iranien se trouve rue Jean-Bart (6e arrondissement de Paris).